# Búvár Kund
A Búvár Kund néven ismert Zotmund (Zotmund, Zottmund) lovag I. András seregének egyik katonája volt.
Neve és szerepe a Képes krónikában jelenik meg, eszerint 1051-ben a német-római császár hajói alá úszva egymás után megfúrta és elsüllyesztette azokat. A történet hitelességében nincs okunk kételkedni, mert bár közvetlenül Zotmundot nem, de az eseményt és a kapcsolódó neveket más források is említik.

## A fennmaradt történet
1051-ben Magyarországot harmadszor támadta meg III. Henrik német-római császár, aki hosszan ostromolta Pozsonyt. A Képes krónika szerint Zotmund éjjel, víz alatt úszva a hajók alá merült, és azokat megfúrta. Mivel a katonák élelme és fegyverei az elsüllyesztett hajókon voltak, a német sereg kénytelen volt visszafordulni.
Erről a Képes krónika így emlékezik meg:
…Ekkor a várbéli magyarok találtak egy Zothmund nevű, úszni igen jól tudó férfit, akit elküldtek az éj csendjében a császár hajóihoz. A víz alatt jutott oda, megfúrta az összes hajókat, és ezek hirtelen megteltek vízzel…
Bonfini krónikája így írja le az esetet:
Akad köztük egy Zotmund nevű férfi, nagyon gyakorlott úszó; ez a kapitány parancsára egy sötét éjjel óvatosan az ellenséges hajók alá úszik, és egy vékony fúróval apránként kilyukasztja azokat. Mire az egész flottát megrongálja, már alig marad ideje arra, hogy az övéihez visszaússzon, nehogy napkeltével tetten érjék. A nemcsak önsúlyukkal, hanem gépezetekkel is terhelt hajók a nap második-harmadik órájában süllyedni kezdenek; nagyobb rész már az elején alámerül a még mindig gyanútlan hajósokkal.
Reálisabb elképzelésnek tűnik az, hogy csak lassan süllyedtek el a hajók, és a legénységnek már nem volt ideje észbe kapni.

## A tények
III. Henrik német-római császár 1051-ben és 1052-ben megtámadta Magyarországot, és Pozsonyt hosszasan ostromolta. Az ostromnak a hajóhad váratlan elsüllyedése vetett véget, ami a sereget visszavonulásra kényszerítette.

## Kritikák

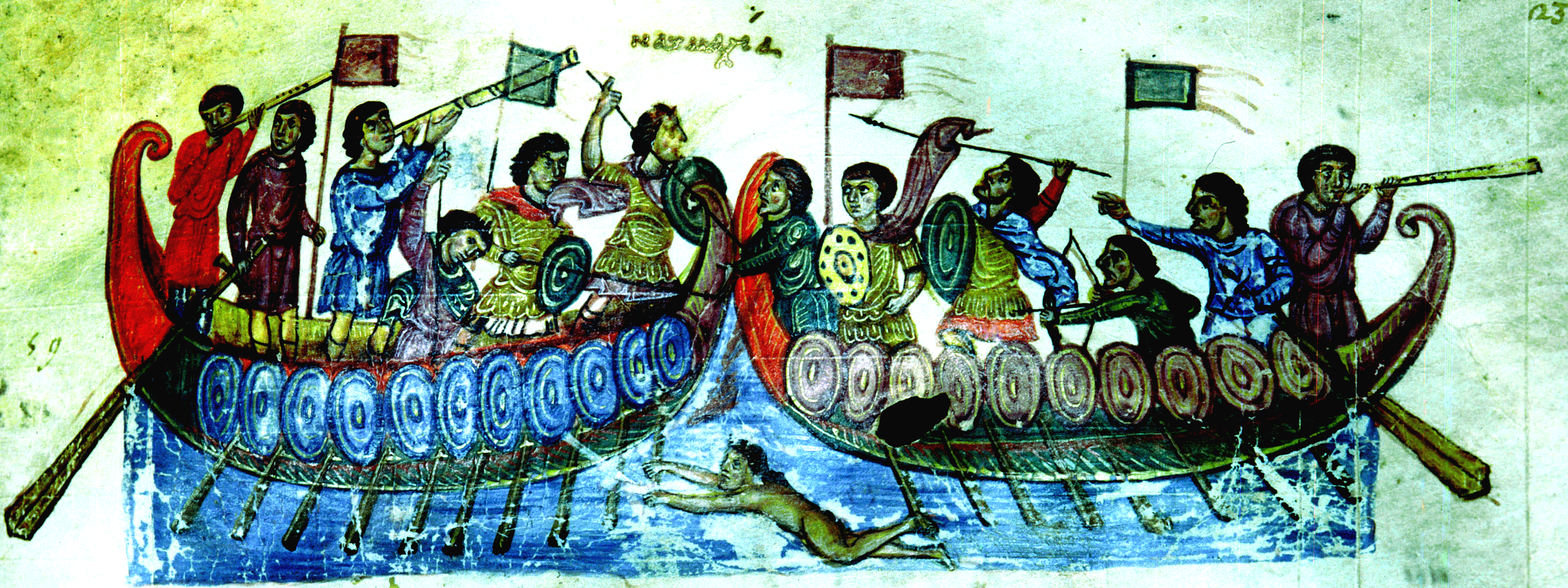
10. századból származó kódex illusztrációja arról, hogy az ellenség hajóinak elsüllyesztésére búvárt alkalmaztak

Valószínűtlen, hogy Pozsony környékén az erős sodrásban egyetlen ember képes lett volna egyedül megrongálni kemény tölgyfából készült hajókat a korabeli szerszámokkal. A német folyami flotta váratlan elsüllyedtét német forrás is említi.  Elképzelhető, hogy a megfelelően kiválasztott kevés hajó megrongálása is jelentős károkat okozott az ostromlóknak, illetve kiváló indok lehetett az egyéb okból történő visszavonulás indoklására.

## Emlékezete
- Arckép, vagy ábrázolás nem maradt fent róla, ezért kinézetéről semmit sem tudunk.
- A magyar búvárok az első búvárnak, elődjüknek tekintik, mivel ő fúrta meg az ellenség hajóit a víz alatt. [2]

### A szépirodalomban
- Vörösmarty Mihály „A buvár Kund” című versében állított emléket neki.[5]
- Geréb László: Búvár Kund (1951)[6]
- Nemere István: Búvár Kund (2006)